# Puchar Szkocji w piłce siatkowej mężczyzn (2023/2024)
Puchar Szkocji w piłce siatkowej mężczyzn 2023/2024 – 60. edycja rozgrywek o siatkarski Puchar Szkocji zorganizowana przez stowarzyszenie Scottish Volleyball. Zainaugurowana została 30 września 2023 roku. W Pucharze Szkocji brało udział 25 drużyn.
Rozgrywki składały się z 1. rundy, 1/8 finału, ćwierćfinałów, półfinałów i finału. W 1. rundzie drużyny rywalizowały w grupach, natomiast w pozostałych rundach w systemie pucharowym. Drużyny, które odpadły z Pucharu Szkocji w 1. rundzie i 1/8 finału, wraz z pozostałymi zgłoszonymi zespołami brały udział w turnieju o Tarczę Szkocji, który obejmował 1/8 finału, ćwierćfinały, półfinały oraz finał.
Półfinały Pucharu i Tarczy Szkocji odbyły się 9 marca 2024 roku w sportscotland National Sports Training Centre Inverclyde w Largs, finały natomiast rozegrane zostały 20 kwietnia 2024 roku w Pleasance Sports Complex & Gym w Edynburgu. Po raz szósty Puchar Szkocji zdobył klub City of Edinburgh, który w finale pokonał NUVOC. Najlepszym zawodnikiem (MVP) finału wybrany został Juca Vaz Carvalho.
Tarczę Szkocji zdobyła drużyna Forza Ragazzi, pokonując w finale z Dundee. Nagrodę dla MVP finału otrzymał Iliya Valchev.

## System rozgrywek

### Puchar Szkocji
Rozgrywki o Puchar Szkocji w sezonie 2023/2024 składały się z 1. rundy, 1/8 finału, ćwierćfinałów, półfinałów i finału.
1. runda

Przed 1. rundą, 17 sierpnia, odbyło się losowanie. Drużyny podzielone zostały na cztery koszyki. Do pierwszego koszyka trafili uczestnicy Premier League, do drugiego – drużyny z Division One, do trzeciego – drużyny z Division Two, natomiast do czwartego – zespoły grające wyłącznie w Pucharze Szkocji.
| Koszyk 1 | Koszyk 2 | Koszyk 3 | Koszyk 4                                                                      |
| --- | --- | --- | ----------------------------------------------------------------------------- |
| 8 drużyn z Premier League | 7 drużyn z Division One                                                                                           | 6 drużyn z Division Two                                                                                        | 4 drużyny grające wyłącznie w Pucharze                                        |
| - City of Edinburgh - City of Glasgow Ragazzi - Dundee - Edinburgh Jets Bears - Edinburgh University - Glasgow Mets - NUVOC - VA Vortex | - Edinburgh Jets - Edinburgh Jets 2 - Edinburgh University 2 - Forza Ragazzi - Lenzie - Shetland - South Ayrshire | - City of Edinburgh 2 - Glasgow Mets 2 - James Gillespie's NUVOC - Kelvin Valley - Liberton NUVOC - VA Thunder | - Dundee University - Dundee University 2 - Orkney - University of St Andrews |

W drodze losowania na podstawie przedstawionego w poniższej tabeli schematu powstało siedem grup. Grupy A-D składały się z czterech drużyn, pozostałe natomiast z trzech.
| Grupa A                                                                    | Grupa B                                    | Grupa C                                       | Grupa D                                       |
| -------------------------------------------------------------------------- | ------------------------------------------ | --------------------------------------------- | --------------------------------------------- |
| drużyna z koszyka 1 (Dundee)                                               | drużyna z koszyka 1 (Edinburgh Jets Bears) | drużyna z koszyka 1 (City of Glasgow Ragazzi) | drużyna z koszyka 1 (Edinburgh University)    |
| drużyna z koszyka 1 (Glasgow Mets)                                         | drużyna z koszyka 2 (Lenzie)               | drużyna z koszyka 2 (Edinburgh Jets 2)        | drużyna z koszyka 2 (Shetland)                |
| drużyna z koszyka 2 (South Ayrshire)                                       | drużyna z koszyka 3 (VA Thunder)           | drużyna z koszyka 3 (City of Edinburgh 2)     | drużyna z koszyka 3 (James Gillespie's NUVOC) |
| drużyna z koszyka 4 (University of St Andrews)                             | drużyna z koszyka 4 (Dundee University 2)  | drużyna z koszyka 4 (Orkney)                  | drużyna z koszyka 4 (Dundee University)       |
| Grupa E                                                                    | Grupa F                                    | Grupa G                                       |                                               |
| drużyna z koszyka 1 (City of Edinburgh)                                    | drużyna z koszyka 1 (NUVOC)                | drużyna z koszyka 1 (VA Vortex)               |                                               |
| drużyna z koszyka 2 (Edinburgh University 2)                               | drużyna z koszyka 2 (Edinburgh Jets)       | drużyna z koszyka 2 (Forza Ragazzi)           |                                               |
| drużyna z koszyka 3 (Kelvin Valley)                                        | drużyna z koszyka 3 (Glasgow Mets 2)       | drużyna z koszyka 3 (Liberton NUVOC)          |                                               |
| Uwaga: W nawiasach znajdują się drużyny wylosowane do poszczególnych grup. |                                            |                                               |                                               |

W grupach E-G drużyny zagrały ze sobą po jednym meczu, w grupach A-D natomiast zespoły rozegrały po dwa mecze. Pary pierwszych meczów powstały według poniższego schematu:
- drużyna wylosowana jako pierwsza vs. drużyna wylosowana jako czwarta;
- drużyna wylosowana jako druga vs. drużyna wylosowana jako trzecia.

W drugich meczach pierwszą parę utworzyli zwycięzcy pierwszych meczów, natomiast drugą przegrani.
Do 1/8 finału awansowały po dwie najlepsze drużyny z każdej grupy oraz dwa najlepsze zespoły z trzeciego miejsca w grupach A-D. Pozostałe zostały relegowane do rozgrywek o Tarczę Szkocji.
1/8 finału

Przed 1/8 finału, 8 listopada, odbyło się losowanie, na podstawie którego wyłonione zostały pary 1/8 finału. Drużyny podzielone zostały na trzy koszyki. W pierwszym koszyku znaleźli się zwycięzcy poszczególnych grup, w drugim koszyku – drużyny z drugich miejsc w grupach, natomiast w trzecim – dwie najlepsze drużyny z trzecich miejsc.
| Para 1                                              | drużyna z koszyka 1 (NUVOC)                   | drużyna z koszyka 3 (VA Thunder)              |
| Para 2                                              | drużyna z koszyka 1 (South Ayrshire)          | drużyna z koszyka 3 (Dundee University)       |
| Para 3                                              | drużyna z koszyka 1 (Edinburgh University)    | drużyna z koszyka 2 (Forza Ragazzi)           |
| Para 4                                              | drużyna z koszyka 1 (City of Glasgow Ragazzi) | drużyna z koszyka 2 (Lenzie)                  |
| Para 5                                              | drużyna z koszyka 1 (City of Edinburgh)       | drużyna z koszyka 2 (James Gillespie's NUVOC) |
| Para 6                                              | drużyna z koszyka 1 (Edinburgh Jets Bears)    | drużyna z koszyka 2 (Edinburgh Jets)          |
| Para 7                                              | drużyna z koszyka 1 (VA Vortex)               | drużyna z koszyka 2 (Edinburgh Univeristy 2)  |
| Para 8                                              | drużyna z koszyka 2 (Glasgow Mets)            | drużyna z koszyka 2 (Orkney)                  |
| Uwaga: W nawiasach znajdują się wylosowane drużyny. |                                               |                                               |

W parach drużyny rozegrały jeden mecz decydujący o awansie do ćwierćfinału. Gospodarzem spotkania był zespół wylosowany jako pierwszy. Przegrani w parach zostali relegowani do rozgrywek o Tarczę Szkocji.
Ćwierćfinały

Pary ćwierćfinałowe powstały według poniższego schematu:
- para 1: zwycięzca w parze 1 1/8 finału – zwycięzca w parze 8 1/8 finału;
- para 2: zwycięzca w parze 2 1/8 finału – zwycięzca w parze 7 1/8 finału;
- para 3: zwycięzca w parze 3 1/8 finału – zwycięzca w parze 6 1/8 finału;
- para 4: zwycięzca w parze 4 1/8 finału – zwycięzca w parze 5 1/8 finału.

W parach drużyny rozegrały jedno spotkanie decydujące o awansie do półfinału. Gospodarzami spotkań byli zwycięzcy w parach 1-4 1/8 finału.
Półfinały

Przed półfinałami, 26 stycznia, odbyło się losowanie wyłaniające pary meczowe. W parach drużyny rozegrały jedno spotkanie na neutralnym terenie decydujące o awansie.
Finał

W ramach finału drużyny rozegrały jedno spotkanie na neutralnym terenie, którego zwycięzca zdobył Puchar Szkocji.

### Tarcza Szkocji
Rozgrywki o Tarczę Szkocji w sezonie 2023/2024 składały się z 1/8 finału, ćwierćfinałów, półfinałów i finału. Uczestniczyły w nich zespoły, które odpadły z Pucharu Szkocji w I rundzie oraz 1/8 finału, a także te, które zgłosiły się wyłącznie do tych rozgrywek.
| Drużyny, które odpadły w I rundzie Pucharu Szkocji                                                                                                   | Drużyny, które odpadły w 1/8 finału Pucharu Szkocji                                                                                    | Pozostałe drużyny |
| --- | --- | --- |
| - City of Edinburgh 2 - Dundee - Dundee University 2 - Edinburgh Jets 2 - Glasgow Mets 2 - Kelvin Valley - Liberton NUVOC - University of St Andrews | - Dundee University - Edinburgh Jets - Edinburgh Univeristy 2 - Forza Ragazzi - James Gillespie's NUVOC - Lenzie - Orkney - VA Thunder | - Edinburgh Napier University - Edinburgh University 3 - Glasgow Mets Vets - Heriot-Watt - Linlithgow Hornets - Stirling University - University of St Andrews 2 |

1/8 finału

Przed 1/8 finału, 15 grudnia, odbyło się losowanie, w wyniku którego zespoły podzielone zostały na osiem grup. Wszystkie drużyny losowane były z jednego koszyka. W grupach drużyny rozegrały ze sobą po jednym spotkaniu. Zwycięzcy grup awansowali do ćwierćfinału.
| Grupa   | Drużyna 1                  | Drużyna 2                   | Drużyna 3              |
| ------- | -------------------------- | --------------------------- | ---------------------- |
| Grupa 1 | Dundee                     | Glasgow Mets Vets           | Heriot-Watt            |
| Grupa 2 | University of St Andrews 2 | Edinburgh Napier University | Glasgow Mets 2         |
| Grupa 3 | James Gillespie's NUVOC    | Linlithgow Hornets          | Forza Ragazzi          |
| Grupa 4 | Kelvin Valley              | VA Thunder                  | Edinburgh University 3 |
| Grupa 5 | University of St Andrews   | Dundee University 2         | Stirling University    |
| Grupa 6 | Edinburgh Jets 2           | Edinburgh University 2      | Orkney                 |
| Grupa 7 | Edinburgh Jets             | Lenzie                      | Dundee University      |
| Grupa 8 | City of Edinburgh 2        | Liberton NUVOC              |                        |

Ćwierćfinały

Pary ćwierćfinałowe powstały według poniższego schematu:
- para 1: zwycięzca w grupie 1 1/8 finału – zwycięzca w grupie 8 1/8 finału;
- para 2: zwycięzca w grupie 2 1/8 finału – zwycięzca w grupie 7 1/8 finału;
- para 3: zwycięzca w grupie 3 1/8 finału – zwycięzca w grupie 6 1/8 finału;
- para 4: zwycięzca w grupie 4 1/8 finału – zwycięzca w grupie 5 1/8 finału.

W parach drużyny rozegrały jedno spotkanie decydujące o awansie do półfinału. Gospodarzami spotkań byli zwycięzcy w grupach 1-4 1/8 finału.
Półfinały

Przed półfinałami, 21 lutego, odbyło się losowanie wyłaniające pary meczowe. W parach drużyny rozegrały jedno spotkanie na neutralnym terenie decydujące o awansie.
Finał

W ramach finału drużyny rozegrały jedno spotkanie na neutralnym terenie, którego zwycięzca zdobył Tarczę Szkocji.

## Terminarz
| Puchar Szkocji | Puchar Szkocji       | Puchar Szkocji |
| Runda          | Data                 | *              |
| -------------- | -------------------- | -------------- |
| I runda        | 30.09.2023 4.11.2023 | [ 11 ] [ 12 ]  |
| 1/8 finału     | 2.12.2023            | [ 13 ]         |
| Ćwierćfinały   | 20.01.2024           | [ 14 ]         |
| Półfinały      | 9.03.2024            | [ 15 ]         |
| Finał          | 20.04.2024           | [ 2 ]          |

| Tarcza Szkocji | Tarcza Szkocji                  | Tarcza Szkocji       |
| Runda          | Data                            | *                    |
| -------------- | ------------------------------- | -------------------- |
| 1/8 finału     | 20.01.2024 27.01.2024 4.02.2024 | [ 16 ] [ 17 ] [ 18 ] |
| Ćwierćfinały   | 17.02.2024                      | [ 19 ]               |
| Półfinały      | 9.03.2024                       | [ 15 ]               |
| Finał          | 20.04.2024                      | [ 2 ]                |

## Puchar Szkocji

### I runda
1/8 finału Pucharu Szkocji
     1/8 finału Tarczy Szkocji

#### Grupa A
Tabela
| Lp. | Drużyna                  | Pkt | Mecze | Mecze   | Mecze   | Sety | Sety | Sety  | Małe punkty | Małe punkty | Małe punkty |
| Lp. | Drużyna                  | Pkt | M     | W (3:2) | P (2:3) | wyg. | prz. | ratio | zdob.       | str.        | ratio       |
| --- | ------------------------ | --- | ----- | ------- | ------- | ---- | ---- | ----- | ----------- | ----------- | ----------- |
| 1   | South Ayrshire           | 6   | 2     | 2 (0)   | 0 (0)   | 6    | 0    | MAX   | 150         | 110         | 1.364       |
| 2   | Glasgow Mets             | 3   | 2     | 1 (0)   | 1 (0)   | 3    | 4    | 0.750 | 152         | 162         | 0.938       |
| 3   | University of St Andrews | 2   | 2     | 1 (1)   | 1 (0)   | 3    | 5    | 0.600 | 152         | 166         | 0.916       |
| 4   | Dundee                   | 1   | 2     | 0 (0)   | 2 (1)   | 3    | 6    | 0.500 | 178         | 194         | 0.918       |

Źródło: 
Punktacja: 3:0 i 3:1 – 3 pkt; 3:2 – 2 pkt; 2:3 – 1 pkt; 1:3 i 0:3 – 0 pkt
Zasady ustalania kolejności: 1. liczba punktów; 2. liczba zwycięstw; 3. stosunek setów; 4. stosunek małych punktów; 5. bilans w bezpośrednich meczach
Wyniki spotkań
| 30.09.2023 10:45 (UTC+1) | Dundee | 2:3 (13:25, 25:18, 20:25, 25:18, 8:15) wynik | University of St Andrews | Craigie High School, Dundee |

| 30.09.2023 14:45 (UTC+1) | Glasgow Mets | 0:3 (15:25, 23:25, 21:25) wynik | South Ayrshire | ARC Health and Wellbeing Facility, Glasgow |

| 4.11.2023 12:45 (UTC±0) | Dundee | 1:3 (21:25, 20:25, 25:18, 21:25) wynik | Glasgow Mets | Craigie High School, Dundee |

| 4.11.2023 14:30 (UTC±0) | South Ayrshire | 3:0 (25:14, 25:16, 25:21) wynik | University of St Andrews | Prestwick Academy, Prestwick |

#### Grupa B
Tabela
| Lp. | Drużyna              | Pkt | Mecze | Mecze   | Mecze   | Sety | Sety | Sety  | Małe punkty | Małe punkty | Małe punkty |
| Lp. | Drużyna              | Pkt | M     | W (3:2) | P (2:3) | wyg. | prz. | ratio | zdob.       | str.        | ratio       |
| --- | -------------------- | --- | ----- | ------- | ------- | ---- | ---- | ----- | ----------- | ----------- | ----------- |
| 1   | Edinburgh Jets Bears | 6   | 2     | 2 (0)   | 0 (0)   | 6    | 0    | MAX   | 151         | 83          | 1.819       |
| 2   | Lenzie               | 3   | 2     | 1 (0)   | 1 (0)   | 3    | 3    | 1.000 | 135         | 112         | 1.205       |
| 3   | VA Thunder           | 3   | 2     | 1 (0)   | 1 (0)   | 3    | 3    | 1.000 | 111         | 119         | 0.933       |
| 4   | Dundee University 2  | 0   | 2     | 0 (0)   | 2 (0)   | 0    | 6    | 0.000 | 67          | 150         | 0.447       |

Źródło: 
Punktacja: 3:0 i 3:1 – 3 pkt; 3:2 – 2 pkt; 2:3 – 1 pkt; 1:3 i 0:3 – 0 pkt
Zasady ustalania kolejności: 1. liczba punktów; 2. liczba zwycięstw; 3. stosunek setów; 4. stosunek małych punktów; 5. bilans w bezpośrednich meczach
Wyniki spotkań
| 30.09.2023 11:15 (UTC+1) | Edinburgh Jets Bears | 3:0 (25:11, 25:7, 25:5) wynik | Dundee University 2 | Boroughmuir High School, Edynburg |

| 30.09.2023 10:30 (UTC+1) | Lenzie | 3:0 (25:9, 25:15, 25:12) wynik | VA Thunder | Lenzie Academy, Lenzie |

| 4.11.2023 14:00 (UTC±0) | VA Thunder | 3:0 (25:18, 25:11, 25:15) wynik | Dundee University 2 | Aberdeen Grammar School, Aberdeen |

| 4.11.2023 10:00 (UTC±0) | Edinburgh Jets Bears | 3:0 (25:22, 26:24, 25:14) wynik | Lenzie | Edinburgh College – Granton Campus, Edynburg |

#### Grupa C
Tabela
| Lp. | Drużyna                 | Pkt | Mecze | Mecze   | Mecze   | Sety | Sety | Sety  | Małe punkty | Małe punkty | Małe punkty |
| Lp. | Drużyna                 | Pkt | M     | W (3:2) | P (2:3) | wyg. | prz. | ratio | zdob.       | str.        | ratio       |
| --- | ----------------------- | --- | ----- | ------- | ------- | ---- | ---- | ----- | ----------- | ----------- | ----------- |
| 1   | City of Glasgow Ragazzi | 6   | 2     | 2 (0)   | 0 (0)   | 6    | 0    | MAX   | 150         | 81          | 1.852       |
| 2   | Orkney                  | 3   | 2     | 1 (0)   | 1 (0)   | 3    | 3    | 1.000 | 123         | 134         | 0.918       |
| 3   | Edinburgh Jets 2        | 2   | 2     | 1 (1)   | 1 (0)   | 3    | 5    | 0.600 | 151         | 179         | 0.844       |
| 4   | City of Edinburgh 2     | 1   | 2     | 0 (0)   | 2 (1)   | 2    | 6    | 0.333 | 163         | 193         | 0.845       |

Źródło: 
Punktacja: 3:0 i 3:1 – 3 pkt; 3:2 – 2 pkt; 2:3 – 1 pkt; 1:3 i 0:3 – 0 pkt
Zasady ustalania kolejności: 1. liczba punktów; 2. liczba zwycięstw; 3. stosunek setów; 4. stosunek małych punktów; 5. bilans w bezpośrednich meczach
Wyniki spotkań
| 30.09.2023 12:00 (UTC+1) | City of Glasgow Ragazzi | 3:0 (25:11, 25:16, 25:20) wynik | Orkney | Coatbridge High School, Coatbridge |

| 30.09.2023 9:15 (UTC+1) | Edinburgh Jets 2 | 3:2 (25:19, 24:26, 25:18, 28:30, 15:11) wynik | City of Edinburgh 2 | Boroughmuir High School, Edynburg |

| 4.11.2023 12:00 (UTC±0) | City of Edinburgh 2 | 0:3 (18:25, 17:25, 24:26) wynik | Orkney | Forrester High School, Edynburg |

| 4.11.2023 9:45 (UTC±0) | City of Glasgow Ragazzi | 3:0 (25:10, 25:13, 25:11) wynik | Edinburgh Jets 2 | Coatbridge High School, Coatbridge |

#### Grupa D
Tabela
| Lp. | Drużyna                 | Pkt | Mecze | Mecze   | Mecze   | Sety | Sety | Sety  | Małe punkty | Małe punkty | Małe punkty |
| Lp. | Drużyna                 | Pkt | M     | W (3:2) | P (2:3) | wyg. | prz. | ratio | zdob.       | str.        | ratio       |
| --- | ----------------------- | --- | ----- | ------- | ------- | ---- | ---- | ----- | ----------- | ----------- | ----------- |
| 1   | Edinburgh University    | 6   | 2     | 2 (0)   | 0 (0)   | 6    | 0    | MAX   | 150         | 94          | 1.596       |
| 2   | James Gillespie's NUVOC | 3   | 2     | 1 (0)   | 1 (0)   | 3    | 3    | 1.000 | 127         | 75          | 1.693       |
| 3   | Dundee University       | 3   | 2     | 1 (0)   | 1 (0)   | 3    | 3    | 1.000 | 117         | 75          | 1.560       |
| 4   | Shetland                | 0   | 2     | 0 (0)   | 2 (0)   | 0    | 6    | 0.000 | 0           | 150         | 0.000       |

Źródło: 
Punktacja: 3:0 i 3:1 – 3 pkt; 3:2 – 2 pkt; 2:3 – 1 pkt; 1:3 i 0:3 – 0 pkt
Zasady ustalania kolejności: 1. liczba punktów; 2. liczba zwycięstw; 3. stosunek setów; 4. stosunek małych punktów; 5. bilans w bezpośrednich meczach
Uwaga: Klub Shetland wycofał się z rozgrywek.
Wyniki spotkań
| 30.09.2023 10:30 (UTC+1) | Edinburgh University | 3:0 (25:12, 25:9, 25:21) wynik | Dundee University | Pleasance Sports Complex & Gym, Edynburg |

|  | Shetland | 0:3 (0:25, 0:25, 0:25) | James Gillespie's NUVOC |  |

| 4.11.2023 12:50 (UTC±0) | James Gillespie's NUVOC | 0:3 (20:25, 22:25, 10:25) wynik | Edinburgh University | Firrhill High School, Edynburg |

|  | Dundee University | 3:0 (25:0, 25:0, 25:0) | Shetland |  |

#### Grupa E
Tabela
| Lp. | Drużyna                | Pkt | Mecze | Mecze   | Mecze   | Sety | Sety | Sety  | Małe punkty | Małe punkty | Małe punkty |
| Lp. | Drużyna                | Pkt | M     | W (3:2) | P (2:3) | wyg. | prz. | ratio | zdob.       | str.        | ratio       |
| --- | ---------------------- | --- | ----- | ------- | ------- | ---- | ---- | ----- | ----------- | ----------- | ----------- |
| 1   | City of Edinburgh      | 6   | 2     | 2 (0)   | 0 (0)   | 6    | 0    | MAX   | 150         | 76          | 1.974       |
| 2   | Edinburgh University 2 | 3   | 2     | 1 (0)   | 1 (0)   | 3    | 3    | 1.000 | 123         | 114         | 1.079       |
| 3   | Kelvin Valley          | 0   | 2     | 0 (0)   | 2 (0)   | 0    | 6    | 0.000 | 67          | 150         | 0.447       |

Źródło: 
Punktacja: 3:0 i 3:1 – 3 pkt; 3:2 – 2 pkt; 2:3 – 1 pkt; 1:3 i 0:3 – 0 pkt
Zasady ustalania kolejności: 1. liczba punktów; 2. liczba zwycięstw; 3. stosunek setów; 4. stosunek małych punktów; 5. bilans w bezpośrednich meczach
Wyniki spotkań
| 4.11.2023 10:00 (UTC±0) | City of Edinburgh | 3:0 (25:14, 25:21, 25:13) wynik | Edinburgh University 2 | Queensferry High School, Queensferry |

| 4.11.2023 12:00 (UTC±0) | Edinburgh University 2 | 3:0 (25:8, 25:10, 25:21) wynik | Kelvin Valley | Queensferry High School, Queensferry |

| 4.11.2023 14:00 (UTC±0) | Kelvin Valley | 0:3 (13:25, 4:25, 11:25) wynik | City of Edinburgh | Queensferry High School, Queensferry |

#### Grupa F
Tabela
| Lp. | Drużyna        | Pkt | Mecze | Mecze   | Mecze   | Sety | Sety | Sety  | Małe punkty | Małe punkty | Małe punkty |
| Lp. | Drużyna        | Pkt | M     | W (3:2) | P (2:3) | wyg. | prz. | ratio | zdob.       | str.        | ratio       |
| --- | -------------- | --- | ----- | ------- | ------- | ---- | ---- | ----- | ----------- | ----------- | ----------- |
| 1   | NUVOC          | 6   | 2     | 2 (0)   | 0 (0)   | 6    | 0    | MAX   | 150         | 83          | 1.807       |
| 2   | Edinburgh Jets | 3   | 2     | 1 (0)   | 1 (0)   | 3    | 3    | 1.000 | 116         | 128         | 0.906       |
| 3   | Glasgow Mets 2 | 0   | 2     | 0 (0)   | 2 (0)   | 0    | 6    | 0.000 | 95          | 150         | 0.633       |

Źródło: 
Punktacja: 3:0 i 3:1 – 3 pkt; 3:2 – 2 pkt; 2:3 – 1 pkt; 1:3 i 0:3 – 0 pkt
Zasady ustalania kolejności: 1. liczba punktów; 2. liczba zwycięstw; 3. stosunek setów; 4. stosunek małych punktów; 5. bilans w bezpośrednich meczach
Wyniki spotkań
| 30.09.2023 14:40 (UTC+1) | Edinburgh Jets | 3:0 (25:19, 25:14, 25:20) wynik | Glasgow Mets 2 | Forrester High School, Edynburg |

| 30.09.2023 16:40 (UTC+1) | Glasgow Mets 2 | 0:3 (14:25, 14:25, 14:25) wynik | NUVOC | Forrester High School, Edynburg |

| 4.11.2023 10:40 (UTC±0) | NUVOC | 3:0 (25:17, 25:16, 25:8) wynik | Edinburgh Jets | Firrhill High School, Edynburg |

#### Grupa G
Tabela
| Lp. | Drużyna        | Pkt | Mecze | Mecze   | Mecze   | Sety | Sety | Sety  | Małe punkty | Małe punkty | Małe punkty |
| Lp. | Drużyna        | Pkt | M     | W (3:2) | P (2:3) | wyg. | prz. | ratio | zdob.       | str.        | ratio       |
| --- | -------------- | --- | ----- | ------- | ------- | ---- | ---- | ----- | ----------- | ----------- | ----------- |
| 1   | VA Vortex      | 6   | 2     | 2 (0)   | 0 (0)   | 6    | 1    | 6.000 | 172         | 106         | 1.623       |
| 2   | Forza Ragazzi  | 3   | 2     | 1 (0)   | 1 (0)   | 4    | 4    | 1.000 | 151         | 138         | 1.094       |
| 3   | Liberton NUVOC | 0   | 2     | 0 (0)   | 2 (0)   | 0    | 6    | 0.000 | 71          | 150         | 0.473       |

Źródło: 
Punktacja: 3:0 i 3:1 – 3 pkt; 3:2 – 2 pkt; 2:3 – 1 pkt; 1:3 i 0:3 – 0 pkt
Zasady ustalania kolejności: 1. liczba punktów; 2. liczba zwycięstw; 3. stosunek setów; 4. stosunek małych punktów; 5. bilans w bezpośrednich meczach
Wyniki spotkań
| 30.09.2023 10:45 (UTC+1) | VA Vortex | 3:1 (25:13, 25:20, 22:25, 25:18) wynik | Forza Ragazzi | Aberdeen Grammar School, Aberdeen |

| 30.09.2023 12:45 (UTC+1) | Forza Ragazzi | 3:0 (25:15, 25:12, 25:14) wynik | Liberton NUVOC | Aberdeen Grammar School, Aberdeen |

| 30.09.2023 12:45 (UTC+1) | Liberton NUVOC | 0:3 (12:25, 10:25, 8:25) wynik | VA Vortex | Aberdeen Grammar School, Aberdeen |

### 1/8 finału
| 2.12.2023 11:30 (UTC±0) | NUVOC | 3:0 (25:18, 25:22, 25:9) wynik | VA Thunder | Liberton High School, Edynburg |

|  | Glasgow Mets | 3:0 (25:0, 25:0, 25:0) | Orkney |  |

| 2.12.2023 13:00 (UTC±0) | South Ayrshire | 3:0 (25:13, 25:17, 25:20) wynik | Dundee University | Prestwick Academy, Prestwick |

| 2.12.2023 14:30 (UTC±0) | VA Vortex | 3:0 (25:11, 25:20, 25:8) wynik | Edinburgh Univeristy 2 | Aberdeen Grammar School, Aberdeen |

| 2.12.2023 14:00 (UTC±0) | Edinburgh University | 3:0 (25:19, 25:22, 28:26) wynik | Forza Ragazzi | Forrester High School, Edynburg |

| 2.12.2023 10:00 (UTC±0) | Edinburgh Jets Bears | 3:0 (25:21, 25:18, 25:17) wynik | Edinburgh Jets | Edinburgh College – Granton Campus, Edynburg |

| 2.12.2023 9:45 (UTC±0) | City of Glasgow Ragazzi | 3:0 (25:12, 25:17, 25:21) wynik | Lenzie | Coatbridge High School, Coatbridge |

| 2.12.2023 12:00 (UTC±0) | City of Edinburgh | 3:0 (25:13, 25:11, 25:18) wynik | James Gillespie's NUVOC | Queensferry High School, Queensferry |

### Ćwierćfinały
| 20.01.2024 17:00 (UTC±0) | NUVOC | 3:0 (25:23, 25:14, 25:16) wynik | Glasgow Mets | St Augustine's High School, Edynburg |

| 20.01.2024 13:00 (UTC±0) | South Ayrshire | 0:3 (22:25, 22:25, 19:25) wynik | VA Vortex | Prestwick Academy, Prestwick |

| 20.01.2024 13:30 (UTC±0) | Edinburgh University | 0:3 (10:25, 22:25, 22:25) wynik | Edinburgh Jets Bears | Broughton High School Games Hall, Edynburg |

| 20.01.2024 12:00 (UTC±0) | City of Glasgow Ragazzi | 1:3 (25:19, 23:25, 18:25, 19:25) wynik | City of Edinburgh | Coatbridge High School, Coatbridge |

### Półfinały
| 9.03.2024 15:00 (UTC±0) | City of Edinburgh | 3:2 (23:25, 25:16, 25:27, 25:23, 15:11) wideo | VA Vortex | National Sports Training Centre Inverclyde, Largs |

| 9.03.2024 17:30 (UTC±0) | NUVOC | 3:0 (25:20, 25:21, 25:22) wideo | Edinburgh Jets Bears | National Sports Training Centre Inverclyde, Largs |

### Finał
| 20.04.2024 17:30 (UTC+1) | City of Edinburgh | 3:1 (22:25, 25:12, 25:18, 25:14) wynik | NUVOC | Pleasance Sports Complex & Gym, Edynburg |

## Tarcza Szkocji

### 1/8 finału
| 20.01.2024 11:45 (UTC±0) | Glasgow Mets Vets | 3:0 wynik | Heriot-Watt | Craigie High School, Dundee |

| 20.01.2024 13:45 (UTC±0) | Dundee | 3:2 wynik | Glasgow Mets Vets | Craigie High School, Dundee |

| 20.01.2024 15:45 (UTC±0) | Heriot-Watt | 0:3 wynik | Dundee | Craigie High School, Dundee |

| 20.01.2024 10:00 (UTC±0) | City of Edinburgh 2 | 3:1 (14:25, 25:22, 25:21, 25:19) wynik | Liberton NUVOC | Queensferry High School, Queensferry |

| 20.01.2024 10:30 (UTC±0) | Glasgow Mets 2 | 3:0 | University of St Andrews 2 | Wishaw Sports Centre, Wishaw |

| 20.01.2024 13:00 (UTC±0) | Edinburgh Napier University | 0:3 wynik | Glasgow Mets 2 | Wishaw Sports Centre, Wishaw |

| 20.01.2024 15:30 (UTC±0) | University of St Andrews 2 | 0:3 wynik | Edinburgh Napier University | Wishaw Sports Centre, Wishaw |

| 20.01.2024 10:30 (UTC±0) | Dundee University | 3:0 wynik | Edinburgh Jets | Lenzie Academy, Lenzie |

| 20.01.2024 12:30 (UTC±0) | Edinburgh Jets | 1:3 wynik | Lenzie | Lenzie Academy, Lenzie |

| 20.01.2024 14:30 (UTC±0) | Lenzie | 3:0 wynik | Dundee University | Lenzie Academy, Lenzie |

| 20.01.2024 9:30 (UTC±0) | James Gillespie's NUVOC | 3:1 (25:21, 25:17, 21:25, 25:17) wynik | Linlithgow Hornets | Liberton High School, Edynburg |

| 20.01.2024 11:30 (UTC±0) | Linlithgow Hornets | 1:3 wynik | Forza Ragazzi | Liberton High School, Edynburg |

| 20.01.2024 14:15 (UTC±0) | Forza Ragazzi | 3:0 (25:10, 25:15, 25:23) wynik | James Gillespie's NUVOC | Liberton High School, Edynburg |

| 20.01.2024 9:30 (UTC±0) | Edinburgh Jets 2 | 3:2 wynik | Edinburgh University 2 | Edinburgh College – Granton Campus, Edynburg |

| 4.02.2024 9:30 (UTC±0) | Orkney | 3:2 wideo | Edinburgh Jets 2 | Edinburgh College – Granton Campus, Edynburg |

| 4.02.2024 12:30 (UTC±0) | Edinburgh University 2 | 3:1 wideo | Orkney | Edinburgh College – Granton Campus, Edynburg |

| 20.01.2024 13:20 (UTC±0) | Edinburgh University 3 | 3:? | Kelvin Valley | ARC Health and Wellbeing Facility, Glasgow |

| 20.01.2024 15:00 (UTC±0) | VA Thunder | 3:? | Edinburgh University 3 | ARC Health and Wellbeing Facility, Glasgow |

| 20.01.2024 16:00 (UTC±0) | Kelvin Valley | ?:3 | VA Thunder | ARC Health and Wellbeing Facility, Glasgow |

| 27.01.2024 | University of St Andrews | 3:? | Dundee University 2 | Saints Sport – University of St Andrews, St Andrews |

| 27.01.2024 | Dundee University 2 | ?:3 | Stirling University | Saints Sport – University of St Andrews, St Andrews |

| 27.01.2024 | Stirling University | 3:? | University of St Andrews | Saints Sport – University of St Andrews, St Andrews |

### Ćwierćfinały
| 17.02.2024 13:45 (UTC±0) | Dundee | 3:0 wynik | City of Edinburgh 2 | Craigie High School, Dundee |

| 17.02.2024 10:15 (UTC±0) | Glasgow Mets 2 | 0:3 wynik | Lenzie | Lenzie Academy, Lenzie |

| 17.02.2024 10:00 (UTC±0) | Forza Ragazzi | 3:0 wynik | Edinburgh University 2 | Coatbridge High School, Coatbridge |

| 17.02.2024 11:40 (UTC±0) | VA Thunder | 0:3 wynik | Stirling University | Aberdeen Grammar School, Aberdeen |

### Półfinały
| 9.03.2024 10:00 (UTC±0) | Stirling University | 0:3 (23:25, 17:25, 22:25) wideo | Forza Ragazzi | National Sports Training Centre Inverclyde, Largs |

| 9.03.2024 12:30 (UTC±0) | Dundee | 3:2 (25:21, 25:16, 15:25, 15:25, 17:15) wideo | Lenzie | National Sports Training Centre Inverclyde, Largs |

### Finał
| 20.04.2024 12:30 (UTC+1) | Forza Ragazzi | 3:1 (25:23, 23:25, 25:22, 27:25) wynik | Dundee | Pleasance Sports Complex & Gym, Edynburg |